# 7,65 × 25 mm Borchardt
La cartuccia 7,65 × 25 mm Borchardt fu progettata intorno al 1893 da Hugo Borchardt per essere impiegata nella sua pistola Borchardt C-93. Fu la prima cartuccia rimless per pistola di successo. Con un bossolo rimless a collo di bottiglia caricato con polvere infume, la 7,65 Borchardt adottava le caratteristiche della cartuccia da 8 mm utilizzata nel fucile modello 1888 Pattern M/88, essenzialmente ridimensionata per poter essere utilizzata in una pistola. Anche Georg Luger rivendicò di aver influenzato la progettazione di questa cartuccia.

## Derivati
I fratelli Feederle (Fidel, Friedrich, e Josef) usarono la cartuccia Borchardt nella progettazione della loro pistola Mauser C96. La cartuccia Borchardt è infatti alla base della cartuccia 7,63 × 25 mm Mauser, che utilizza le stesse dimensioni ma è caricata con un maggior quantitativo di polvere. Per estensione, la cartuccia Borchardt è stata anche alla base della cartuccia 7,62 × 25 mm Tokarev, che fu sviluppata partendo dalla Mauser. La 7,65 × 25 mm Borchardt fu anche alla base della 7,65 × 21 mm Parabellum e della 9 × 19 mm Parabellum sviluppate per le pistole Luger. Un accorciamento del bossolo nella 7,65×21mm Parabellum si rese necessario per evitare alcuni inconvenienti tecnici della pistola Borchardt.

## Produzione
La 7.65 × 25 mm Borchardt fu fabbricata dalla DWM in Germania, dalla Eley Brothers e dalla Kynoch in Inghilterra, dalla Remington Arms - Union Metallic Cartridge Co. e dalla Winchester negli Stati Uniti. In molti casi, le munizioni erano impacchettate in scatole su cui era scritto "per pistole automatiche Borchardt e Mauser."